# Сара Бернар
Сара Бернар, правим именом по рођењу Анријета-Розин Бернар, (фр. Sarah Bernhardt, одн. Henriette-Rosine Bernard; Париз, 22. октобар 1844 – Париз, 2. март 1923) била је француска глумица.
Први пут је наступила 1862. године у театру „Комеди франсез“. У почетку је носила епитет „мале ружне глупаче“, што није обећавало сјајну каријеру, али је након похвала славног писца Виктора Игоа убрзо постала „бесмртна и божанска“, геније француске позорнице. Глумила је у различитим париским позориштима, као и у свом властитом. Слављена је као највећа драмска умјетница свог времена. За њен глас савременици су тврдили да заноси, узбуђује и залуђује. Наступала је све до старости и онда када јој је болест одузела чаробни глас и лепоту. Неколико пута је обишла Европу и Америку. Каријеру није прекинула ни након ампутације ноге 1914. године. Ходала је на дрвеној нози и бирала улоге у којима је могла да седи.
На филму се први пут појавила у „Хамлетовом двобоју“ глумећи Хамлета. Касније још неколико пута наступа у филмовима који су били екранизације њених позоришних представа. У свим својим филмским улогама задржала је позоришну патетику мимике и покрета, али већ сама њена појава на платну осигуравала је комерцијални успех. То се особито односи на филм „Краљица Елизабета“, снимљен 1912. године у Енглеској, један од првих успешних дугометражних филмова.
Године 1914. је одликована француском Легијом части.

## Младост
Рођена је у Паризу као Розин Бернар, кћерка Жили Бернар (1821. Амстердам – 1876. Париз) и непозната оца. Жили је била једно од шестеро деце путујућег ситног криминалца жидова Мориц Барух Бернар и Саре Херш (касније знане као Жанета Хартог; око 1797–1829). Жилин отац поновно се оженио са Саром Кинсберген (1809–1878) две недеље након смрти прве супруге и напустио је своју породицу 1835.
Жили се запутила у Париз где је зарађивала као куртизана под именом „Youle“. Сара је касније своме имену и презимену додала слово "Х". Подаци о рођењу изгубљени су у пожару 1871, али како би доказала француско држављанство што је било нужно за могућност добивања ордена Легије части (фра. Légion d'honneur), Сара је набавила лажне податке о рођењу по којима је била кћерка Judith van Hard и Edouard Bernardt из Авра. Када је Сарах била млада, мајка ју је послала у Грандхамп, аугустинску женску школу у близини Версаја.
Година 1860. почела је да похађа Музички конзерваторијум при Деклемацији у Паризу, а убрзо је постала студент позоришта Comédie Française, где је глумачки дебитовала (11. 8. 1862) у главној улози Расинове Ифигеније уз не баш сјајне критике. Ту се кратко задржала. Замолили су је да напусти установу након што је ошамарила другу глумицу која је гурнула њену млађу сестру на рођенданском слављу за Молијера.
О њеном животу постоје бројне непознанице због њене склоности да преувеличава и искривљује. Александар Дима, син, описује је као велику лажљивицу.
Сара је као петнаестогодишњакиња купила мртвачки ковчег и волела да спава у њему. Касније је написала да је смрт није плашила и да је волела да игра улоге јунакиња које на крају комада умиру, па је спавала у ковчегу да би се што боље уживела у улогу. Њена препознатљивост је још од младалачких дана лежала у необичном стилу облачења, нарочито у сандалама.

## Студије
Била је веома марљив студент Париског конзерваторијума за музику и глуму, а завршне испите положила је као друга у класи. Говорило се да је постала члан „Комеди франсез“ само захваљујући утицајним пријатељицама своје мајке куртизане. У двадесетој години је остала у другом стању и родила сина. Породица њеног љубавника, белгијског племића, противила се венчању. Сару то нимало није погодило. Децембра 1864. године на свет је дошло њено једино дете - син Морис. Сарин професор са Конзерваторијума записао је: Ова млада девојка ће или пропасти или ће се развити у генија!

## Комеди Франсез
Сарино прво званично појављивање на позорници, према речима Корнелије Отис Скинер, која је написала глумичину биографију, није било добро. Глумила је под теретом неподношљиве треме, страха који ће је пратити до последњег дана на сцени. Глумећи Ифигенију, госпођица Бернар показала је да има добру дикцију, али ништа више од тога. Она је висока млада особа, складне грађе и пријатног израза лица. Горњи део лица је предиван. Речи изговара јасно. Али ништа више од тога, написали су критичари. Отказ из „Комеди франсез“ није уследио због лоше глуме, већ зато што је била тешке нарави, набусита, дрска и надобудна.

## Позориште
Позоришна каријера почела је 1862. године. Напустила је Француску те завршила у Белгији где је постала љубавница принца Хенрија (Charles-Joseph Eugène Henri Georges Lamoral de Ligne) и родила му сина Мориса, 1864. Након рођења сина принц је предложио брак што је његова породица забранила и уверила Бернар да га одбије и прекине њихову везу. Године 1865. постала је куртизана. Од 1866. осигурала је уговор са позориштем Théâtre de L’Odéon у Паризу, где је забележила свој познати наступ као гуслар Флорентин у делу Франсоа Копеа Le Passant (јануара 1869). Избијањем француско-пруског рата престала је да наступа, те је позориште преуредила у болницу, где је радила као медицинска сестра и бринула се за рањенике.
Године 1899. преузела је позориште „Théâtre des Nations“ на Place du Châtelet, и преименовала га у „Позориште Сара Бернар“ и 21. јануара га отворила једним од својих најбољих наступа, главном улогом у представи „Ла Тоска“ аутора Викторијена Сардоа. Након тога је следила Расинова „Федра“ (24. фебруара), Октав Фејеова драма „Далила“ (8. марта), Гастон де Вејлијев „Патрон Беник“ (14. марта), Едмонд Ростандов „Самаријанац“ (25. марта), и Александар Думасова „Дама са камелијама“ (9. априла).
Дана 20. маја била је премијера, њене најконтраверзније улоге, оне Шекспировог „Хамлета“ адаптираног у прози, коју су јој написали Ежен Моранд и Марсел Шваб. Представа је одушевила критичаре упркос трајању од четири сата Зарадила је репутацију као озбиљна драмска глумица и постала једна од најпознатијих глумица 19. века. Управљала је својим позориштем све до смрти, када га је преузео њен син Морис. Након његове смрти 1928. године, позориште је задржало њено име све до немачке окупације у Другом светском рату када је промењено у „Théâtre de la Cité“ због жидовског порекла глумице.

## Сара и Надар
Када јој је било двадесет година, Сара је крочила у атеље познатог париског фотографа Феликса Надара, на Булевару капуцинера број 35. Надар је био већ увелико познат, не само као фотограф, већ као карикатуриста, новинар, књижевник и човек који је израђивао летеће балоне и у њима летео. У поменутом атељеу, године 1860. одржана је изложба сликара импресиониста. Надаров атеље Сара је посетила и две године раније, одмах по завршетку Конзерваторијума. Тај портрет није био нарочито убедљив. Али, фотографија из 1864. године као да открива Сарину праву нарав. Ликовни критичари и данас истичу да су Сарине фотографије из Надаровог атељеа његови најнадахнутији радови.

## Сара као муза једног времена
Опчинила је и Алфонса Муху који ју је овековечио три деценије касније, 1894, на плакату за „Даму са камелијама“. Када је посетила Њујорк, Томас Едисон је снимио њено тумачење „Федре“, али он није био научник који ју је занимао. Пажња јој је била усмерена на Николу Теслу, јер навикнута да нико не одбија њене позиве и прилику да је види, била је изненађена када је Тесла рекао да га глумичино присуство узнемирава и одваја од рада, па је боље да се не виђају. Са собом је увек носила кофер препун љубавних писама и понекад би их просула на кревет и легла да спава преко њих. Имала је бројне обожаваоце међу познатим личностима као што су: књижевник Габријеле Д'Анунцио, Марсел Пруст, па чак и принц од Велса, потоњи краљ Едвард VII. Међу свим обожаваоцима истицао се Александар Дима Син, који ју је растрзан између љубави и мржње назвао озлоглашеном лажљивицом. Имала је, такође, и бројне љубавнике, али је 1882. ипак одлучила да се уда за једанаест година млађег глумца Аристидеса Дамалу, који је умро у 34. години као зависник од морфијума. Данску публику толико је одушевила, да су осим стајаћих овација које су јој приредили, у њену част једну посластицу назвали колачем Саре Бернар.

## Каснија каријера
Године 1905. наступајући у Бразилу, Рио де Женеиро, Teatro Lírico do Rio de Janeiro глумица је озледила десно колено у завршној сцени приликом скока са парапета у представи „Ла Тоска“ (Викторијен Сарду). Њена нога се никада није зацелила у потпуности, те је 1915. године одстрањена у потпуности због гангрене. Након овога наставила је каријеру користећи у наступима протезу, те је по завршеној турнеји по Америци, вратила се у Париз где је наступала све до смрти.
Глумица има своју звезду у Лос Ангелесу на Hollywood Walk of Fame код 1751 Vine Street.

## Крај живота
Сара Бербар је презирала новинаре, али је јако волела животиње. У њеном власништву су били пси, мачке, птице, корњаче, па чак и лав, као и шест камелеона. Молила је свог личног лекара да јој пришије прави тигров реп и разочарала се када јој је он објаснио да је то немогуће. Основала је позориште „Сара Бернар“, које је после њене смрти водио син Морис. Чувена глумица успешно се бавила сликањем и вајањем. Учила је сликање код познатих мајстора, а излагала је на бројним изложбама. Сачувано је око двадесет и пет њених скулптура. На несрећу, 1915. ампутирана јој је десна нога. Чим се опоравила, вратила се на сцену и чак играла улоге фаталних јунакиња, не устајући са столице. У београдском насељу Сремчица постоји улица која носи њено име.
Умрла је од уремије 2. марта 1923. године у Паризу.

## Филм
Сара Бернар је била једна од првих глумица немог филма, у којем је дебитирала 1900. године као Хамлет у двоминутном филму „Хамлет“ (режисер: Клемент Морис). Наступила је у још осам филмова и два биографска филма.

## Приватни живот
Сара Бернар је из љубавне везе са белгијским племићем Жан Шарл Ежен Анри Жорж Ламорал де Лигн (1837–1914), имала једино дете, сина Морис Бернар (1864–1928). Морис је радио као менаџер и агент различитих позоришта и уметника, а пред крај управљао је и мајчином каријером. Није доживио велики успех те је најчешће његова породица зависила од финансијске помоћи мајке. Оженио је пољску принцезу Марију Јаблоновску с којм је имао двоје кћерке Симон и Лисијана.
Међу Сариним пријатељима било је неколико уметника. Најистакнутији су Густав Доре и Жорж Клерин, глумци Монет Сали и Лоу Телеген, те познати књижевник Виктор Хуго. Сликар Алфонс Муха, део својих најбољих уметничких дела базирао је на Сари, а због Сариног блиског и страственог пријатељства са девет година млађом сликарком Луизом Абема (1853–1927), причало се да су љубавнице.
Бернар је показивала и велики интерес према изумитељу Николи Тесли што је он одбацивао као ометање у раду.
У Лондону 1882. године се удала за глумца грчког порекла Аристидес Дамала (у Француској познатог под уметничким именом Жак Дамала). Брак је трајао до смрти глумца 1889. године. Глумац је преминуо млад у својој 34. години, због зависности од морфијума. Пред крај брака, Бернар је наводно била у вези са будућим енглеским краљем Едвардом VII, док је још био Принц од Велса.

## Филмографија
- 1900: Хамлетов двобој (Le Duel d'Hamlet)
- 1908: Тоска (La Tosca)
- 1911: Дама са камелијама (La Dame aux Camélias)
- 1912: Краљица Елизабета (Elisabeth Reine d'Angleterre)
- 1912: Сара Бернар на Бел Илу (Sarah Bernhardt à Belle-Isle)
- 1915: Француске мајке (Mères Françaises)
- 1915: Ови су наши (Ceux de Chez Nous)
- 1916:
- 1923: Допадљивица (La Voyante)